# Ларрі Кар'єр
Ларрі Кар'єр (англ. Larry Carriere, нар. 30 січня 1952, Монреаль) — канадський хокеїст, що грав на позиції захисника.

## Ігрова кар'єра
Професійну хокейну кар'єру розпочав 1972 року.
1972 року був обраний на драфті НХЛ під 25-м загальним номером командою «Баффало Сейбрс». 
Протягом професійної клубної ігрової кар'єри, що тривала 9 років, захищав кольори команд «Баффало Сейбрс», «Атланта Флеймс», «Ванкувер Канакс», «Лос-Анджелес Кінгс» та «Торонто Мейпл-Ліфс».
Усього провів 367 матчів у НХЛ, включаючи 27 ігор плей-оф Кубка Стенлі.